# Owen McAleer
Owen C. McAleer (* 3. Februar 1858 in Liscard, Provinz Kanada; † 7. März 1944 in Los Angeles, Kalifornien) war ein US-amerikanischer Politiker. Zwischen 1904 und 1906 war er Bürgermeister der Stadt Los Angeles.

## Werdegang
Im Jahr 1863 kam Owen McAleer mit seinen Eltern aus seiner kanadischen Heimat nach Youngstown in Ohio. Zwei Jahre später starb sein Vater. Um Geld zu verdienen, arbeitete er bereits als kleiner Junge für die Firma W. B. Pollock. Seit 1888 lebte er in Los Angeles, wo er 1897 die amerikanische Staatsbürgerschaft erhielt. Er arbeitete in der Eisen- und Stahlindustrie und war bis 1905 Leiter der Firma Baker Iron Works. Er stellte den ersten Dampfkessel in Los Angeles her. Außerdem züchtete er Rennpferde.
Politisch schloss sich McAleer der Republikanischen Partei an. Zwischen 1902 und 1904 saß er im Stadtrat von Los Angeles. Er war auch Mitglied eines Ausschusses zur Verbesserung der Wasserversorgung der Stadt. Im Jahr 1904 wurde er zum Bürgermeister von Los Angeles gewählt. Dieses Amt bekleidete er zwischen dem 8. Dezember 1904 und dem 13. Dezember 1906. Während dieser Zeit wurde der erste städtische Spielplatz eröffnet. Außerdem organisierte er Hilfsmaßnahmen für die Stadt San Francisco, die 1906 von einem Erdbeben mit anschließender Brandkatastrophe heimgesucht wurde. Überdies wurde das Schulsystem weiter ausgebaut und die bis dahin selbständige Gemeinde Vernon nach Los Angeles eingemeindet.
Nach dem Ende seiner Zeit als Bürgermeister gründete er die Firma Republic Iron & Steel Co, deren Vizepräsident und Generalmanager er bis 1914 war. Nach der Auflösung der Firma im Jahr 1914 zog sich McAleer in den beruflichen Ruhestand zurück. Politisch war er weiterhin aktiv. Zwischen 1916 und 1920 gehörte er dem Board of Public Works an. Er starb am 7. März 1944.